# Kétszintes dráma
A kétszintes dráma olyan drámai műfaj, melyben a drámai szituációt nem az alakok cselekvése vagy az alakok közti viszonyok megváltozása hozza létre, hanem az a világnézet, amely a valóság egészét két világszintből összetettnek látja. Ezek közül az egyik az evilági szint, a mindennapi élet szintje, a másik az ennek törvényszerűségeket adó szint. A dráma cselekménye, eseményeinek menete egyenlő azoknak a cselekvéseknek a bemutatásával, amelyekkel az ember megvalósítja vagy legyőzi a második (irányítani próbáló) szintről érkező hatásokat. A dráma szereplői az által jellemződnek, hogy a második (irányítani próbáló) szint milyen tartalmú és jellegű hatásait testesítik meg.
A fogalmat Bécsy Tamás vezette be, aki a drámai műnemen belül megkülönböztette a konfliktusos, középpontos és kétszintes drámákat.

## Kétszintes drámák
- Középkori misztériumjátékok
- William Shakespeare:
  - Szentivánéji álom
  - Macbeth
  - Ahogy tetszik
- Samuel Beckett: Godot-ra várva
- Madách Imre: Az ember tragédiája
- Vörösmarty Mihály: Csongor és Tünde